# Rihtar
Rihtar je priimek več znanih Slovencev:
- Franc(e) Rihtar (1930-2021), arhitekt in urbanist, profesor FA
- Katja Rihtar Šušnik, arhitektka
- Miha Rihtar (1961-2022), reli voznik
- Miha Rihtar (*1981), smučarski skakalec
- Srečko Rihtar (1920-2006), ekonomist, gospodarstvenik